# Eenmaal Andermaal
Eenmaal Andermaal is een Vlaams programma dat wordt gepresenteerd door Jacques Vermeire en Axel Daeseleire en dat sinds 2021 wordt uitgezonden op VTM.

## Overzicht
Jacques Vermeire en Axel Daeseleire gaan samen met een Bekende Vlaming de markten af om drie kunstwerken te vinden. Deze worden geveild op een veiling. De opbrengst gaat naar Rodeneuzendag.

### Seizoen 1
| Seizoen 1 | Seizoen 1        | Seizoen 1            | Seizoen 1       | Seizoen 1           |
| Afl.      | Team 1           | Team 1               | Team 2          | Team 2              |
| --------- | ---------------- | -------------------- | --------------- | ------------------- |
| 1         | Jacques Vermeire | Kamal Kharmach       | Axel Daeseleire | Martien Meiland     |
| 2         | Jacques Vermeire | Conner Rousseau      | Axel Daeseleire | Julie Van den Steen |
| 3         | Jacques Vermeire | Luc Appermont        | Axel Daeseleire | Bart Kaëll          |
| 4         | Jacques Vermeire | Christoff            | Axel Daeseleire | Véronique De Kock   |
| 5         | Jacques Vermeire | Niels Albert         | Axel Daeseleire | Leen Dendievel      |
| 6         | Jacques Vermeire | Stephanie Planckaert | Axel Daeseleire | Kim Van Oncen       |
| 7         | Jacques Vermeire |                      | Axel Daeseleire |                     |

Het eerste seizoen werd gewonnen door Axel met een winst van 8927 euro. Jacques had 4950 euro winst.

### Seizoen 2
Seizoen 2 startte op 2 februari 2023 met onder meer Francesco Planckaert, Margriet Hermans en Koen Wauters.
| Seizoen 2 | Seizoen 2        | Seizoen 2   | Seizoen 2        | Seizoen 2            | Seizoen 2       | Seizoen 2        |
| Afl.      | Uitzenddatum     | Kijkcijfers | Team 1           | Team 1               | Team 2          | Team 2           |
| --------- | ---------------- | ----------- | ---------------- | -------------------- | --------------- | ---------------- |
| 1         | 2 februari 2023  | 376.581     | Jacques Vermeire | Francesco Planckaert | Axel Daeseleire | Jamie-Lee Six    |
| 2         | 9 februari 2023  | 467.655     | Jacques Vermeire | Celine Van Ouytsel   | Axel Daeseleire | Andy Peelman     |
| 3         | 16 februari 2023 | 389.121     | Jacques Vermeire | Kürt Rogiers         | Axel Daeseleire | Sieg De Doncker  |
| 4         | 23 februari 2023 | 451.136     | Jacques Vermeire | Margriet Hermans     | Axel Daeseleire | Koen Wauters     |
| 5         | 2 maart 2023     | 460.177     | Jacques Vermeire | Davy Parmentier      | Axel Daeseleire | Natalia          |
| 6         | 9 maart 2023     | 510.466     | Jacques Vermeire | Sergio               | Axel Daeseleire | Julie Vermeire   |
| 7         | 16 maart 2023    | 483.914     | Jacques Vermeire | Herman Verbruggen    | Axel Daeseleire | Barbara Sarafian |
| 8         | 23 maart 2023    | 553.966     | Jacques Vermeire | William Boeva        | Axel Daeseleire | Sven De Ridder   |

Het tweede seizoen werd gewonnen door Axel met een winst van 3855 euro. Jacques had 3270 euro winst.

### Seizoen 3
Op 16 januari 2024 werd seizoen 3 aangekondigd. Het programma zou in het voorjaar terugkeren. Op 7 maart startte het 3de seizoen.
| Seizoen 3 | Seizoen 3     | Seizoen 3   | Seizoen 3        | Seizoen 3          | Seizoen 3       | Seizoen 3                |
| Afl.      | Uitzenddatum  | Kijkcijfers | Team 1           | Team 1             | Team 2          | Team 2                   |
| --------- | ------------- | ----------- | ---------------- | ------------------ | --------------- | ------------------------ |
| 1         | 7 maart 2024  | 388.211     | Jacques Vermeire | Bart Appeltans     | Axel Daeseleire | Béa Vandendael           |
| 2         | 14 maart 2024 | 401.040     | Jacques Vermeire | Karen Damen        | Axel Daeseleire | Ingeborg (Robin Keyaert) |
| 3         | 21 maart 2024 | 506.187     | Jacques Vermeire | Klaasje Meijer     | Axel Daeseleire | Jelle Cleymans           |
| 4         | 28 maart 2024 | 627.897     | Jacques Vermeire | Eddy Planckaert    | Axel Daeseleire | Ini Massez               |
| 5         | 4 april 2024  | 455.056     | Jacques Vermeire | Loïc Van Impe      | Axel Daeseleire | Hannelore Simoens        |
| 6         | 11 april 2024 | 507.997     | Jacques Vermeire | Jelle De Beule     | Axel Daeseleire | Annelien Coorevits       |
| 7         | 18 april 2024 | 419.338     | Jacques Vermeire | Henk Rijckaert     | Axel Daeseleire | Belle Pérez              |
| 8         | 25 april 2024 |             | Jacques Vermeire | Willy Sommers      | Axel Daeseleire | Anne De Baetzelier       |
| 9         | 2 mei 2024    |             | Jacques Vermeire | Dominique Persoone | Axel Daeseleire | Silvy De Bie             |
| 10        | 9 mei 2024    |             | Jacques Vermeire | Sabine Hagedoren   | Axel Daeseleire | Ben Segers               |

## Trivia
- Robin Keyaert verving zijn moeder Ingeborg in aflevering 2 van seizoen 3 tijdens de veiling wegens een ziekte.